# Dolní Normandie
Dolní Normandie (francouzsky Basse-Normandie) byl francouzský region, vytvořený roku 1956, kdy bylo historické území Normandie rozděleno na Dolní a Horní Normandii. Region zanikl 1. ledna 2016, kdy byl znovusjednocen s Horní Normandií do jednoho regionu Normandie. Sdružoval tři departementy: Calvados, Manche a Orne. Mnoho obcí bylo zničeno za 2. světové války při bitvě o Normandii.

## Geografie
Řeky: Orne, Touques, Vire, Dives
Ostrovy: Chausey
Největší města:
- Alençon
- Argentan
- Caen
- Cherbourg-Octeville
- Équeurdreville-Hainneville
- Flers
- Hérouville-Saint-Clair
- Lisieux
- Saint-Lô
- Tourlaville

## Historie
V dobách říše římské bylo území rozděleno na několik městských států.
V 5. století dobyta Franky. V 9. století byla Normandie pleněna útoky Normanů.

## Vývoj počtu obyvatelstva
| 1801     | 1851     | 1921     | 1946     | 1975     | 1990     | 1996     | 1998     | 2000     | 2002     | 2006     | 2010      |
| -------- | -------- | -------- | -------- | -------- | -------- | -------- | -------- | -------- | -------- | -------- | --------- |
| 1378,205 | 1531,976 | 1085,056 | 1108,675 | 1306,152 | 1390,890 | 1411,452 | 1418,774 | 1426,389 | 1434 556 | 1449,000 | 1 470 880 |

## Muzea regionu
- Muzeum Eugena Boudina, Honfleur
- Muzeum námořnictví, Honfleur
- Dům Erika Satie, Honfleur
- Muzeum výtvarných umění, Caen
- Muzeum vylodění, Arromanches-les-Bains
- Muzeum Christiana Diora, Granville
- Muzeum moderního umění, Granville